# Bian Tongda
Bian Tongda (边通达S, Biān TōngdáP; 1º aprile 1991) è un marciatore cinese.

## Biografia
Nel 2021 ha rappresentato la Cina ai Giochi della XXXII Olimpiade di Tokio 2020, piazzandosi 7º nei 50 chilometri di marcia maschile.